# 真里まさとし
真里 まさとし（まさと まさとし）は、日本の漫画家。

## 漫画作品一覧
- 以蔵の青春（集英社）
- ゆず文庫CLUB（集英社）
- 吉原のMIRAIさん（原作:真倉翔、集英社）
- あいどるDays（原作:北原雅紀、集英社）
- 花菱一家 大夏祭り（原作:CRフィーバー大夏祭り、原案:SANKYO、作画:花菱プロジェクト、(倉科遼＆真里まさとし)、集英社）

| スタブアイコン | サブスタブ | この項目は、まだ閲覧者の調べものの参照としては役立たない、漫画家・漫画原作者に関連した書きかけの項目です。この項目を加筆・訂正などしてくださる協力者を求めています（P:漫画/PJ:漫画家）。 |